# 田中爱治
田中爱治（1951年11月17日—）是一位日本政治学家，早稻田大学校长，国际政治科学协会会长，日本私立大学联盟会长。日本私立大学团体联合会会长。

## 生平
1951年出生于東京都，1975年获得早稻田大学政治系学士学位，之后留学美国，1985年获得俄亥俄州立大学政治学博士学位。1986年道都大学社会福祉学部讲师，1987年升任助教授，1989年担任东洋英和女学院大学人間科学部社会科学科助教授，1994年担任青山学院大学法学部助教授，1996年升任教授，1998年担任早稻田大学政治经济学部教授。2014年至2016年担任国际政治科学协会会长，2018年升任早稻田大学校长。2023年7月30日获得北京大学名誉博士。

## 家庭
父亲是日本共产党书记长田中清玄。